# Johann Hermann von Fersen
Johan von Fersen o Iván Ivánovich German fon Fersen (en ruso: Иван Иванович Герман фон Ферзен, 1740?-9 de junio de 1801) fue un general de infantería y cartógrafo ruso de origen sajón.

## Biografía

### Entrada en el ejército del Imperio ruso
Entró al servicio del Ejército del Imperio ruso el 18 de enero de 1770 en el cuerpo de ingenieros. Participó en la batalla de Larga y en la de Kagul de la guerra ruso-turca de 1768-1774. Fue herido haciendo un reconocimiento en el área del Danubio. Le fue encargado cartografiar Moldavia y hacer una descripción de Valaquia. Tras terminar estos trabajos en 1772, fue transferido al cuerpo del conde Iván Elmpt, en Polonia. A principios de 1773 realizó exploraciones en Suecia y cartografió Finlandia.

### Rebelión de Pugachov
A mediados de 1773 fue nombrado intendente del general Aleksandr Bíbikov en el krai de Oremburgo (territorio que comprendía el actual óblast de Oremburgo de Rusia y la provincia de Mangystau de Kazajistán). En 1774 se incorporó a las operaciones contra la revuelta de Yemelián Pugachov, al mando de la vanguardia del príncipe Piotr Golitsin. Por sus acciones en la fortaleza Tatishevskói y en la batalla de Samara, el 7 de mayo es ascendido a intendente mayor. Asimismo cartografió la campaña de Oremburgo. En 1775, Catalina II le encargó realizar el plano del palacio de los zares en Moscú y posteriormente fue enviado en misión secreta a Astracán y Kizliar a explorar la frontera persa. Cartografió la zona entre los ríos Terek, Kubán, Don y Volga, escribiendo una descripción del viaje. En 1776 le fue encargado un mapa de la región dem la hueste de cosacos del Don, por lo que el 24 de mayo de 1777 fue ascendido a teniente coronel y puesto al mando del regimiento de infantería cabardiana.

## Línea del Cáucaso
Con instrucciones de acabar con las incursiones de los pueblos del Cáucaso a los valles del Volga y del Don, mandó construir una línea de nueve fortalezas a las que denominó Línea defensiva del Cáucaso. En 1778 se encargó del diseño de la fortaleza de Jersón, cuya construcción se le encomienda. Este trabajo le llevará hasta 1782. El 1 de enero de ese año fue ascendido a coronel. En 1783 fue caballero de cuarta clase de la Orden de San Vladimiro y puesto al mando del regimiento de Vladímir en la Línea. Participó activamente en las expediciones contra los mantañeses, construyendo en 1784 la fortaleza de Pregradni Stan y Prochni Okop.
En 1787 recibió el mando de uno de los regimientos que formaban el cuerpo de ejército del Cáucaso, ascendiendo a intendente general del mismo. Tomó parte en las operaciones contra los montañeses y los turcos, en el río Labá, en las Montañas Negras (estribaciones septentrionales de la cordillera principal del Cáucaso), río Mamy y contra los turcos en Anapa, cartografiando el Cáucaso en sus campañas.
El 21 de abril de 1789 es ascendido a general de brigada. El 5 de febrero de 1790 es nombrado mayor general y en enviado a Kabardia al mando de los regimientos de Vladímir y de Kazán. Derrotó a las fuerzas otomanas del serasker Batal Hussein Pashá en coalición con los montañeses en el curso superior del Kubán a la altura del río Abazinka, poniéndole en fuga y capturando el campamento enemigo con treinta piezas de artillería y haciendo prisionero al serasker. La emperatriz le nombró caballero de segunda clase de la Orden de San Jorge el 21 de enero de 1791 y le concedió 500 siervos en la gubernia de Polotsk.
En 1792 es transferido como intendente general del ejército del general Mijáil Krechetnikov, en Lituania. En 1793 es condecorado con la orden de Santa Ana y en 1794 mandaba un cuerpo especial en el ejército de Nikolái Repnin. Condujo parte del ataque a Vilna. Fue premiado por esa campaña con el nombramiento de caballero de segunda clase de la Orden de San Vladimiro.
En 1796 diseñó un proyecto de unión entre el río Dniéper y el río Dvina Occidental por un canal. Fue retirado del proyecto al subir al trono Pablo I de Rusia para reintegrarlo al servicio militar, siendo nombrado el 27 de diciembre de 1797 general teniente y en 1798 Intendente general de todo el ejército y nombrado caballero de la Orden de San Alejandro Nevski. En 1798 fue enviado a recabar medidas para fortalecer Sebastopol y la costa del mar Negro. Se produjo un trabajo cartográfico bajo su dirección.

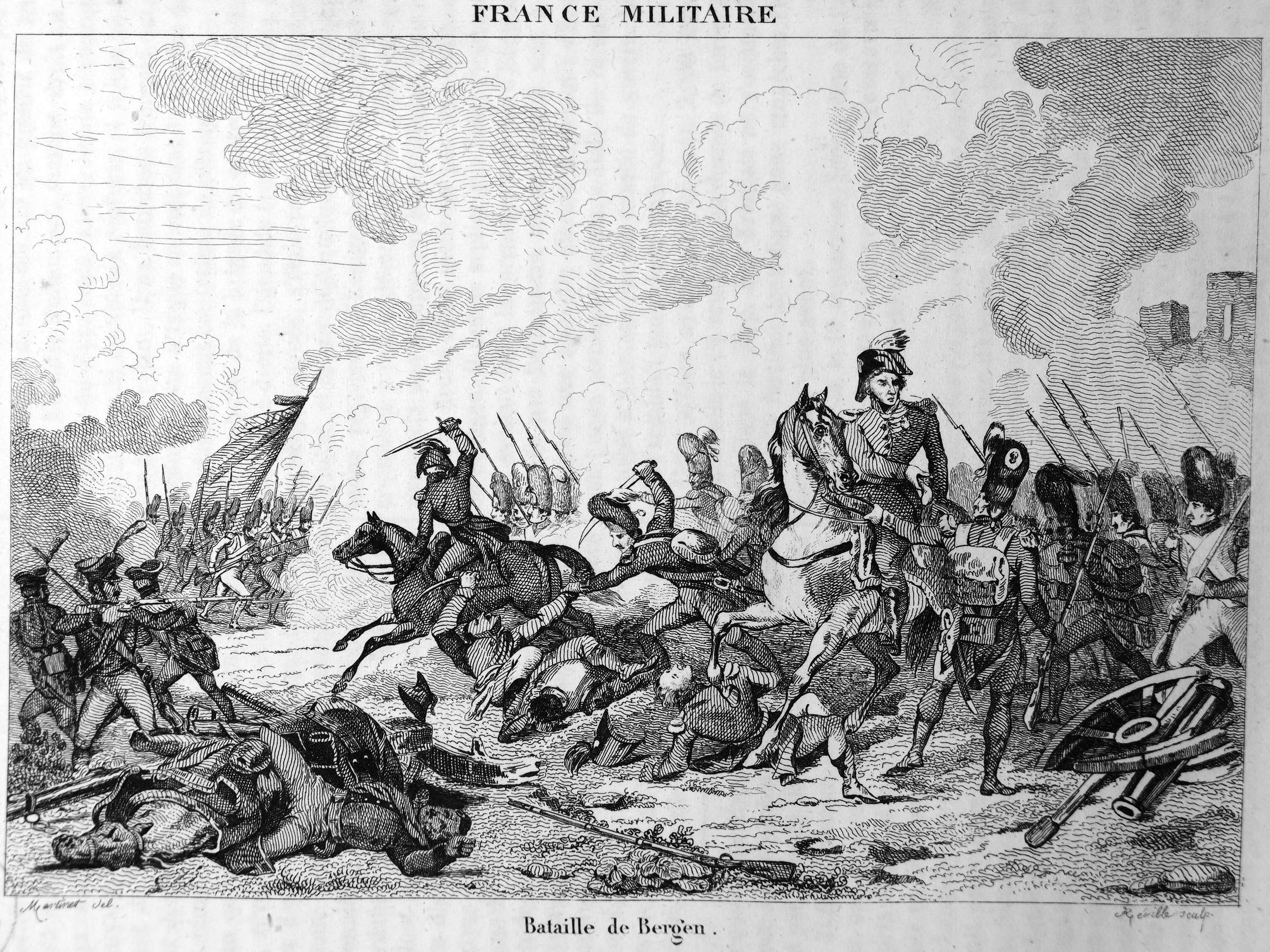
captura del general durante la batalla de Bergen. 1799.

En 1799 encabezó a una de las divisiones rusas de la invasión anglorusa de Holanda, que salió derrotada en Bergen. Von Fersen fue hecho prisionero. Pablo I, encolerizado, le retiró del servicio y no negoció su libertad, que tuvo que esperar a las negociaciones de paz. En 1800 regresó de su cautiverio en Lille, siendo reintegrado al servicio, aunque no se le otorgó destino. A los 60 años de edad, afectado en la salud por su caída en desgracia, murió el 9 de junio de 1801.
Estaba casado con Charlotte Gerard, hija del ingeniero Iván Gerard, con quien tuvo cuatro hijos.